# Brion (Creuse)
Der Brion ist ein kleiner Fluss im Südwesten von Zentral-Frankreich, der im Département Indre der Region Centre-Val de Loire südwestlich der Stadt Châteauroux verläuft.

## Geografie

### Verlauf
Der Brion entspringt im südlichen Gemeindegebiet von Rivarennes, entwässert mit einem anfänglichen Bogen über Nord generell Richtung Nordwesten durch den Regionalen Naturpark Brenne und mündet nach rund 17 Kilometern im Gemeindegebiet von Ciron als linker Nebenfluss in die Creuse.

### Orte am Fluss
(Reihenfolge in Fließrichtung)
- Le Broussat, Gemeinde Rivarennes
- Lanier, Gemeinde Rivarennes
- Pezay, Gemeinde Oulches
- Saint-Nazaire, Gemeinde Oulches
- Oulches
- La Barre, Gemeinde Ciron